# F7U (航空機)
F7U カットラス
飛行するF7U-3 128464 (1954年撮影)
- 用途：戦闘機
- 分類：艦上戦闘機
- 製造者：

  - チャンス・ヴォート (-1954)
  - チャンス・ヴォート・エアクラフト (1954-)
- 運用者： アメリカ海軍
- 初飛行：1948年9月29日
- 生産数：320機
- 運用開始：1951年7月
- 退役：1959年3月2日
- 運用状況：退役

F7U カットラス（Chance Vought F7U Cutlass ）は、アメリカのチャンス・ヴォート社が開発しアメリカ海軍で運用された艦上戦闘機。
愛称の「カットラス (Cutlass)」は舶刀の意。艦上機としては珍しい無尾翼機形式であったが、無尾翼の設計に起因する問題が多く発見されたため、短期間の実戦配備に終わった。

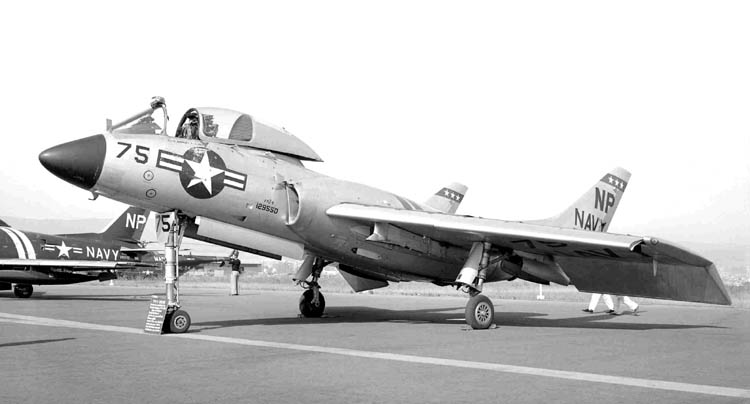
駐機中のF7U-3。
長い前脚柱ゆえに、駐機時でも（第二次世界大戦まで一般的だった）尾輪式のレシプロ戦闘機並みの迎え角（＝タキシングや離陸滑走時の前方視界の悪さ）が見て取れる。

## 概要
1945年にアメリカ海軍は各社に高速艦上戦闘機案の提出を求めた。1946年7月にチャンス・ヴォート社のV-346案（無尾翼機）が選定されて開発が開始された。
機体は、ジェットエンジンの実用化とドイツからの先進的な航空機研究資料の入手により、高速性能を追求したものとされ、前後長の短い胴体と主翼の中ほどに取り付けられた双垂直尾翼と無尾翼の組み合わせという特異な形状であった。コックピットは機体前部にあり、視界確保のために上方へ突き出している。固定武装として、AN-M3 20mm機関砲を左右2門ずつ装備した。この他、後期量産型（F7U-3）では機体下面に32発のMk4/Mk40 2.75インチFFAR空対空ロケット弾発射筒を内蔵した着脱式パックを装着できた。
現代の視点で見れば、艦上戦闘機に無尾翼形式採用は無謀な設計であった。短距離離着陸（艦）能力が要求される艦上機では、滑走路長に制限がありスピードを乗せられない発艦時や、陸上基地への着陸よりもスピードを落とさなければならない着艦時には多大な揚力を必要とするが、無尾翼形式は主翼後縁にフラップの付加が困難である。そのため本機は離着陸の際に迎え角を極めて大きく取る事で補う事にしたが、機首が大きく上を向くことで、コックピットも斜め前上方を見上げることなり、離着陸時の機体前方視界が極めて劣悪になった。またこの上向き姿勢を取るために前脚柱が非常に長くなり、大きな衝撃の加わる空母離着艦時に破損する事故が多発した。
これらの構造的問題は試作段階で把握されていたが、当時としては高速性能の追求のためには無尾翼形式は極めて魅力的な手法であり、事実、速度性能は同時期の他の機体と比べても一段高いもので、アメリカ軍艦上機の最高速度記録を更新している。
試作機XF7U-1は1947年9月29日にパタクセント・リバーで初飛行した。XF7U-1は3機製造されたが、全機が事故で失われたため、前期量産型のF7U-1も全て試験に用いられた。後期量産型のF7U-3は1950年から生産が開始されている。F7U-3はF7U-1より、主翼と垂直尾翼の拡大など各所が改良されている。
F7U-3は、1954年より部隊配備が開始されたが、上記の通り無尾翼形式による問題と、視界不良がネックとなり、離着艦の際の事故が多かった事が問題視された。13個飛行隊に配備されたが、後継機として本機の反省を踏まえて開発されたF-8戦闘機の登場にともない、1957年には実戦部隊より退役した。
わずか3年しか実戦配備がなされなかったF7Uであるが、その形状は当時の航空マニアに未来から来た戦闘機であるような強烈な印象を与えた。

## 派生型
F7U Cutlass
XF7U-1
試作機。3機製造。ウェスティングハウス・エレクトリック（WH） J34-WE-22 エンジンを使用。事故により全損。
F7U-1
前期量産型。14機製造。試験にのみ使用。武装は機体下部の20mm機関砲4門のみ。
F7U-2
計画のみ。WH J34-WE-42 エンジンに換装。
F7U-3
後期量産型。WH J46-WE-8 エンジン（アフターバーナー付）に換装、主翼と垂直尾翼の拡大など。152機製造。武装は20mm機関砲4門および2.75インチ空対空ロケット弾32発、爆弾2.5t。
F7U-3M
レーダーをAPG-30からAPG-51に換装し、AAM-N-2 スパローIを最大4発搭載可能としたもの。98機製造。武装はインテイク直上の20mm機関砲4門および2.75インチ空対空ロケット弾32発爆弾2.5tまたは空対空ミサイル4発。
F7U-3P
写真偵察型。機首を63.5cm延長し、その中にカメラを装備したもの。20mm機関砲を40mm照明弾発射機に換装。12機製造。試験のみ。
A2U-1
1951年提案。WH J46-WE-18 エンジンに換装など。50機発注されるも1954年にキャンセル。計画のみ。

## 諸元

F7U-1 三面図

| 機体名       | F7U-1                                                            |
| 全長         | 39ft 7in (12.07m)                                                |
| 全幅         | 38ft 8in (11.79m)                                                |
| 全高         | 11ft 10in (3.61m)                                                |
| 翼面積       | 496ft2 (46.1m2)                                                  |
| 空虚重量     | 12,837lbs (5,823kg)                                              |
| 総重量       | 離陸重量：20,038lbs (9,089kg) 戦闘重量：17,707lbs (8,032kg)      |
| 最大離陸重量 | 23,387lbs (10,608kg)                                             |
| 内部燃料     | 離陸重量：971gal (3,676ℓ) 戦闘重量：583gal (2,206ℓ)              |
| エンジン     | Westinghouse XJ-34-WE-32 (推力：13.43kN ⇒ 21.8kN) ×2             |
| 最高速度     | 602kn/S.L. (1,115km/h 海面高度)                                  |
| 上昇能力     | 15,100ft/m S.L. (76.7m/s 海面高度)、30,000ft (9,144m)まで2分48秒 |
| 実用上昇限度 | 50,000ft (15,240m)                                               |
| 航続距離     | 1,420n.mile (2,630km) ※2×250galタンク搭載時                      |
| 武装         | AN-M3 20mm機関砲×4 (弾数計800発)                                 |

## 現存する機体
| 型名  | 番号   | 機体写真 | 所在地                      | 所有者                                  | 公開状況 | 状態     | 備考                                                                                                  |
| ----- | ------ | -------- | --------------------------- | --------------------------------------- | -------- | -------- | --- |
| F7U-3 | 128451 |          | アメリカ カリフォルニア州   | ノースアイランド航空基地                | 非公開   | 保管中   | |
| F7U-3 | 129554 |          | アメリカ アリゾナ州         | アル・キャスビー氏 (Al Casby)           | 非公開   | 修復中   | |
| F7U-3 | 129565 | 写真     | アメリカ ワシントン州       | スノホミッシュ郡空港                    | 非公開   | 保管中   | |
| F7U-3 | 129622 |          | アメリカ インディアナ州     | フレッド・シブリー氏(Fred Sibley)       | 非公開   | 保管中   | |
| F7U-3 | 129642 | 写真     | アメリカ ペンシルヴェニア州 | 自由の翼航空博物館                      | 公開     | 静態展示 | |
| F7U-3 | 129655 |          | アメリカ フロリダ州         | 国立海軍航空博物館                      | 公開     | 静態展示 | 誤ってF7U-3Mと記されている。                                                                          |
| F7U-3 | 129685 | 写真     | アメリカ オハイオ州         | ウォーリー・ソプラタ氏 (Warley Soplata) | 公開     | 保管中   | 所有者の父であるウォルター氏が取得し、管理していたコレクションの1つ。野外に放置状態で保管されている。 |

## 登場作品

### 小説
『ARIEL』（笹本祐一のSF小説およびそれを原作としたアニメ）
SCEBAI（国立科学研究所）の連絡機として登場。
『征途』（佐藤大輔の架空戦記）
日本が南北に分断された世界において海上自衛隊の航空護衛艦（空母）艦載機として採用され、ベトナム戦争で航空護衛艦「かが」搭載機が北ベトナムに義勇航空隊として派遣された日本民主主義人民共和国人民空軍のMIG-21と交戦する。主人公の一人である人民空軍パイロットからは「古い機体」「発着艦時の事故が多いことから合衆国が当の昔にお払い箱にしてしまった艦上戦闘機」と評された。
その後は不明だが、交戦した主人公が「東京政府が排水量75000トンの新型空母を完成させるまで新しい艦上戦闘機を導入しないという話は本当だったらしい」と独白しており、その新型空母「しょうかく型」が60年代末に予算措置が決定されて建造され、湾岸戦争時には海上自衛隊はその艦載機としてF-14を運用していることから、F-14によって置き換えられたと思われる。
『ニカウンガの砲声』（吉岡平の軍事アクション小説）
主人公が操縦し、運用試験中のアメリカ空母オリスカニーへの着艦テストを行う。

### ゲーム
『World of Warplanes』（ウォーゲーミング社のコンピュータゲーム）
アメリカ軍のTier10に登場。